# Lodi, Ohio
Lodi là một làng thuộc quận Medina, tiểu bang Ohio, Hoa Kỳ. Năm 2010, dân số của làng này là 2746 người.

## Dân số
- Dân số năm 2000: 3061 người.
- Dân số năm 2010: 2746 người.